# Szulawski SK Kijów
Szulawski SK (ukr. «Шулявський СК» Київ) – ukraiński klub piłkarski z siedzibą w stolicy kraju, mieście Kijów, działający w latach 1921–1924.

## Historia
Chronologia nazw:
- 1921: Szulawski SK Kijów (ukr. «Шулявський СК» Київ, ros. «Шулявский СК» Киев)
- 1924: klub rozwiązano

Klub Piłkarski Szulawski SK został założony w Kijowie w 1921 roku i w tym że roku debiutował w mistrzostwach Kijowskiej Ligi Piłki Nożnej. W klubie grali miejscowi pracownicy z dzielnicy "Szulawka", w obrębie której znajdowały się Zakład "Bilszowyk" i Politechnika Kijowska. W 1924 w związku z przejściem na system zarządzania przez związki zawodowe klub został rozwiązany.

## Sukcesy
- wicemistrz Kijowa (1): 1923 (j).